# Emil Rappard
Carel Emil Rappard (Gorssel, 31 juli 1921 – 2017 of 2018) was een Nederlandse collaborateur in de Tweede Wereldoorlog. Hij werkte vanaf oktober 1943 voor de Sicherheitsdienst in Arnhem als assistent van Ludwig Heinemann. Hij nam deel aan meerdere arrestaties, mishandelingen en executies. Rappard geniet vooral bekendheid vanwege alle verhalen die lange tijd de rondte deden rondom de mysterieuze dood van de V-Mann Johnny de Droog.

## Levensloop
Hij werd geboren in Gorssel. In het begin van de jaren dertig verhuisde het gezin naar Loosduinen. In 1936 overleed zijn moeder. Na haar dood trok Rappard samen met zijn broer Hugo in bij hun grootouders in Gorssel. Van huis uit waren beide broers NSB-getint. In 1940 werkte Rappard als bouwkundig tekenaar bij de gemeente Deventer. In 1942 en 1943 diende hij bij de Luftwaffe in Rusland. In oktober 1943 kreeg hij via Ludwig Heinemann een aanstelling bij de Sicherheitsdienst in Arnhem als diens chauffeur. 
Na de Slag om Arnhem week de SD uit naar Lochem, terwijl Rappard zelf in zijn huis in de Stationslaan in Gorssel bleef wonen. Voor zijn SD-collega Johnny de Droog regelde hij een onderkomen aan de rand van het Gelderse kerkdorp. De Droog trok er vaak samen met Rappard per fiets op uit om verzetsmensen op te sporen. Beide mannen hielden zich ook enige tijd op bij De Wormshoef in Lunteren, waar zij de geheim agent Abraham du Bois en kort daarna de verzetsman Pieter van Vark aanhielden. Beide mannen overleefden hun gevangenschap niet. In Lunteren werkte Rappard onder andere samen met zijn broer Hugo en Ries Jansen. Als assistent van Heinemann was Rappard onder andere betrokken bij de executie van twee Britse krijgsgevangenen. 
Rappard kreeg in december 1944 van zijn chef Heinemann "toestemming" om De Droog te liquideren. De Droog boekte de maanden daarvoor weinig aansprekende resultaten. Heinemann verdacht De Droog van diefstal. Bovendien zat het de SD-chef dwars dat hij moest samenwerken met een politieke opportunist die eerder actief was geweest binnen het verzet en (ten onrechte overigens) beweerde dat hij tijdens de Spaanse Burgeroorlog aan communistische zijde tegen het regime van Francisco Franco had meegevochten. Ook Heinemanns baas Arthur Thomsen had Rappard dezelfde suggestie aan de hand gedaan. Rappard bekende achteraf op het punt gestaan te hebben De Droog in de rug te schieten, maar vond het uiteindelijk te laf.
Tijdens de Hongerwinter waren veel wegen onbegaanbaar. Rappard en De Droog hielden zich daarom vaak op in Deventer, waar zij tevergeefs jacht maakten op de verzetsman Jan Berghuis. Begin februari 1945 beviel Rappards vrouw van een zoon. De Droog kwam nog op kraamvisite. Twee weken later, op 19 februari, zouden beide mannen weer samen op pad gaan. Zij waren al op weg per fiets toen De Droog bedacht dat zijn radio nog aanstond. Zij fietsten terug en Rappard wachtte voor het huis van De Droog. Hij hoorde een schot, waarna hij De Droog dodelijk getroffen in zijn eigen huis vond. In eerste instantie dacht Rappard aan zelfmoord, later concludeerde hij dat De Droogs pistool waarschijnlijk per ongeluk was afgegaan. Rond de dood van De Droog hebben lang veel verhalen de ronde gedaan, waarbij ook gesuggereerd is dat Rappard De Droog zou hebben doodgeschoten. Rappard zelf heeft deze versie altijd tegengesproken.
Rappard werd in 1947 veroordeeld tot vijftien jaar gevangenisstraf. Hij leed aan tuberculose, waardoor hij op een brancard de rechtszaal binnen werd getild. Tijdens de rechtszaak deed Rappard geen pogingen de beschuldigingen te ontkennen, met uitzondering van de bewering dat hij De Droog zou hebben vermoord. Rappards ziekte was voor de procureur-generaal reden om niet de doodstraf, maar slechts levenslang te eisen. Algemeen werd aangenomen dat Rappard nog maar kort te leven had, maar tegen de verwachtingen in herstelde hij. Na zijn vrijlating week Rappard uit naar Zuid-Frankrijk. Anderhalf jaar voor zijn dood werd Rappard uitgebreid geïnterviewd door de journalist Erik Schaap voor diens boek over Johnny de Droog.